# Fritillaria kittaniae
Fritillaria kittaniae är en liljeväxtart som beskrevs av Sorger. Fritillaria kittaniae ingår i Klockliljesläktet och i familjen liljeväxter. Inga underarter finns listade.